# Жировая (бухта)
Жировая (устар. Южная Жировая) — бухта в юго-западной части Авачинского залива у юго-восточного побережья полуострова Камчатка. Относится к территории Елизовского района Камчатского края России.
Северный входной мыс — Раздельный, южный входной мыс — Крутой. В бухту впадает река Жировая.
На первых картах отмечалась под местным, ительменским названием Инадин. Русское название возникло вероятно от заходившей сюда авачинской жирующей сельди, вылов которой продолжался до середины XX века. Соседняя, расположенная севернее, Вилючинская бухта ранее называлась Северная Жировая.
В советское время на берегу бухты, слева от устья реки Жировой была построена сезонная база Авачинского рыбокомбината. 25 февраля 1948 года она была снесена сошедшей с сопки снежной лавиной, погибло 54 человека из 154. Вновь отстроенный рыбацкий посёлок был полностью разрушен цунами 5 ноября 1952 года. Погибло несколько десятков человек. Рыбзавод был опять восстановлен. К началу 1960-х гг. из-за оскудения сырьевых запасов лов был прекращён, посёлок покинут.